# 16262 Рікурц
16262 Рікурц (16262 Rikurtz) — астероїд головного поясу, відкритий 7 травня 2000 року.
Тіссеранів параметр щодо Юпітера — 3,233.